# Campeonato Mundial de Esgrima de 1963
El XXXII Campeonato Mundial de Esgrima se celebró en Gdansk (Polonia) entre el 14 y el 28 de julio de 1963 bajo la organización de la Federación Internacional de Esgrima (FIE) y la Federación Polaca de Esgrima.

## Medallistas

### Masculino
| Evento              | Oro                                                                                                 | Plata                                                                                     | Bronce                                                                                       |
| ------------------- | --------------------------------------------------------------------------------------------------- | ----------------------------------------------------------------------------------------- | -------------------------------------------------------------------------------------------- |
| Florete individual  | Jean-Claude Magnan Francia                                                                          | Ryszard Parulski · Polonia                                                                | Egon Franke · Polonia                                                                        |
| Florete por equipos | Mark Midler Viktor Zhdanovich Guerman Sveshnikov Yuri Rudov Yuri Sharov URSS                        | Witold Woyda · Egon Franke · Ryszard Parulski · Henryk Nielaba · Janusz Różycki · Polonia | Guy Barrabino Jacques Courtillat Jean-Claude Magnan Daniel Revenu Pierre Rodocanachi Francia |
| Espada individual   | Roland Losert · Austria                                                                             | Yves Dreyfus Francia                                                                      | Guram Kostava URSS                                                                           |
| Espada por equipos  | Bohdan Gonsior · Bohdan Andrzejewski · Henryk Nielaba · Ryszard Parulski · Jerzy Strzałka · Polonia | Yves Dreyfus Jacques Guittet Armand Mouyal Claude Bourquard René Queyroux Francia         | Árpád Bárány · Tamás Gábor · István Kausz · Győző Kulcsár · Zoltán Nemere · Hungría          |
| Sable individual    | Yakov Rylski URSS                                                                                   | Jerzy Pawłowski · Polonia                                                                 | Wladimiro Calarese · Italia                                                                  |
| Sable por equipos   | Jerzy Pawłowski · Wojciech Zabłocki · Andrzej Piątkowski · Emil Ochyra · Ryszard Zub · Polonia      | Umiar Mavlijanov Nugzar Asatiani Mark Rakita Yakov Rylski Valeri Shchitny URSS            | Péter Bakonyi · Attila Kovács · Miklós Meszéna · Tibor Pézsa · József Szerencsés · Hungría   |

## Medallero
| Núm. | País    | Oro | Plata | Bronce | Total |
| ---- | ------- | --- | ----- | ------ | ----- |
| 1    | URSS    | 3   | 1     | 1      | 5     |
| 2    | Polonia | 2   | 3     | 1      | 6     |
| 3    | Hungría | 1   | 2     | 3      | 6     |
| 4    | Francia | 1   | 2     | 1      | 5     |
| 5    | Austria | 1   | 0     | 0      | 1     |
| 6    | Italia  | 0   | 0     | 2      | 2     |
|      | TOTAL   | 8   | 8     | 8      | 24    |